# Lasionycta macleani
Lasionycta macleani là một loài bướm đêm thuộc họ Noctuidae. Nó là loài duy nhất được tìm thấy ở phía đông hoặc đông nam slope Mount McLean.
Loài này có ở hoặc above timberline.